# Zakuro Ike
Zakuro Ike är en sjö i Antarktis. Den ligger i Östantarktis. Norge gör anspråk på området. Zakuro Ike ligger 75 meter över havet.